# قائمة ملوك ليون

شعار مملكة ليون.

هذه القائمة تحتوي على ملوك أو ملكات ليون منذ عام 850، حتى توحيدها مع مملكة قشتالة المجاورة لتشكل كيان جديد عرف تاريخياً بـ تاج قشتالة 1230، ولكن مع ذلك استمر ملوك في استخدام اللقبين بشكل منفصل حتى توحيد تاج قشتالة مع تاج أراغون لتشكل إسبانيا في 1516.

## بني ألفونس
| الصورة | الأسم                 | الميلاد    | فترة الحكم           | الوفاة        | ملاحظة                                   |
| ------ | --------------------- | ---------- | -------------------- | ------------- | ---------------------------------------- |
|        | أردونيو الأول         | 831        | 850 – 27 مايو 866    | 27 مايو 866   |                                          |
|        | ألفونسو الثالث العظيم | حوالي. 848 | 866 – 10 ديسمبر 910  | 10 ديسمبر 910 |                                          |
|        | غارسيا الأول          | حوالي. 871 | 910 – 914            | 914           |                                          |
|        | أردونيو الثاني        | حوالي. 873 | 914 – 924            | 924           | أيضا ملك جليقية من 910                   |
|        | فرويلا الثاني         | حوالي. 875 | 924 – 925            | 924           | أيضا ملك جليقية من 924 و أستورياس من 910 |
|        | ألفونسو الرابع الراهب | حوالي. 890 | 924 – 931            | 933           | تنازل                                    |
|        | راميرو الثاني         | حوالي. 900 | 931 – 950            | 950           |                                          |
|        | أردونيو الثالث        | حوالي. 926 | 951 – 956            | 956           |                                          |
|        | سانشو الأول البدين    | ?          | 956 – 958            | 966           |                                          |
|        | أردونيو الرابع الخبيث | حوالي. 926 | 958 – 960            | 962           |                                          |
|        | سانشو الأول البدين    | ?          | 960 – 966            | 966           |                                          |
|        | راميرو الثالث         | 961        | 966 – 984            | 985           |                                          |
|        | برمودو الثاني الدموي  | 956        | 982 – 999            | 999           |                                          |
|        | ألفونسو الخامس النبيل | 994        | 999 – 1028           | 1028          |                                          |
|        | برمودو الثالث         | 1010       | 1028 – 4 سبتمبر 1037 | 4 سبتمبر 1037 |                                          |

## أسرة خيمينيز
| الأسم                                              | الصورة | اللقب  | بداية الفترة   | نهاية الفترة   | الزوجة/الزوج | خلفه/ها                                               |
| -------------------------------------------------- | ------ | ------ | -------------- | -------------- | --- | ----------------------------------------------------- |
| فرناندو الأول (أيضا:ملك قشتالة)                    |        | العظيم | 1037           | 27 ديسمبر 1065 | سانشا الليونية 1032 5 أبناء | هو ابن سانشو الثالث ملك نافارا و مايور القشتالية ابنه |
| ألفونسو السادس                                     |        | الشجاع | 24 ديسمبر 1065 | يناير 1072     | أغنيس من آكيتاين 1069 ليس لديهم أبناء كونستانس من بورغونيا 1080/1079 ابنة واحدة بيرتا من توسكانا 1096/1095 ليس لديهم أبناء إيزابيلا 1100 ابنتين بياتريس 1108 ليس لديهم أبناء | أخوه                                                  |
| سانشو الثاني (أيضا:ملك قشتالة من 1065)             |        | القوي  | أكتوبر 1072    | 6 أكتوبر 1072  | ألبرتا 1070 ليس لديهم أبناء | أخوه                                                  |
| ألفونسو السادس (أيضا:إمبراطور هيسبانيا) (مرة أخرى) |        | الشجاع | 6 أكتوبر 1072  | 30 يونيو 1109  | أغنيس من آكيتاين 1069 ليس لديهم أبناء كونستانس من بورغونيا 1080/1079 ابنة واحدة بيرتا من توسكانا 1096/1095 ليس لديهم أبناء إيزابيلا 1100 ابنتين بياتريس 1108 ليس لديهم أبناء | ابنته                                                 |
| أوراكا (أيضا:ملكة قشتالة)                          |        |        | 30 يونيو 1109  | 8 مارس 1126    | ريموند من بورغونيا 1087 بنت وولد ألفونسو المحارب ملك أراغون 1109 ليس لديهم أبناء                                                                                             | ابنها                                                 |

## أسرة بورغندي، 1126-1369
| الأسم | الصورة                   | اللقب      | بداية الفترة                  | نهاية الفترة                  | الزوجة | ملاحظة                                                     | خلفه/ها                       |
| --- | ------------------------ | ---------- | ----------------------------- | ----------------------------- | --- | ---------------------------------------------------------- | ----------------------------- |
| ألفونسو السابع (أيضا:إمبراطور هيسبانيا) |                          | الإمبراطور | 10 مارس 1126                  | 21 أغسطس 1157                 | برينغيلا البرشلونية نوفمبر 1128 7 أبناء ريكولدا البولندية 1152 ابنة واحدة                                        | هو ابن أوراكا و ريموند من بورغندي أيضا ملك جليقية من 1111. | ابنه الثاني                   |
| بعد وفاته تم تقسيم مملكة إلي مملكة قشتالة وطليطلة التي كانت من نصيب ابنه البكر سانشو الثالث، ومملكة ليون وجليقية من نصيب فرناندو ابنه الثاني. |                          |            |                               |                               | |                                                            |                               |
| فرناندو الثاني |                          |            | 21 أغسطس 1157                 | 22 يناير 1188                 | أوراكا البرتغالية 1165 ابن واحد تيريزا فرنانديث دي ترافا أغسطس 1179 ابنين أوراكا لوبيز دي هارو مايو 1187 3 أبناء |                                                            | ابنه                          |
| ألفونسو التاسع |                          |            | 22 يناير 1188                 | 24 سبتمبر 1230                | تيريزا البرتغالية 1191 3 أبناء برينغيلا من قشتالة 17 نوفمبر 1197 5 أبناء                                         |                                                            | ابنه                          |
| بعد وفاته آلت مملكة إلى ابنه من زوجته الثانية هو كان ملك قشتالة وبذلك وحد المملكتين في كيان جديد عُرف بـ تاج قشتالة في عام 1230.               |                          |            |                               |                               | |                                                            |                               |
| فرناندو الثالث (أيضا:ملك قشتالة من 1217) |                          | القديس     | 24 سبتمبر 1230                | 30 مايو 1252                  | إليزابيث دي سوابيا نوفمبر 1219 10 أبناء خوانا دي بونثيو 1237 5 أبناء                                             |                                                            | ابنه                          |
| لاستمرار قائمة ملوك ليون | لاستمرار قائمة ملوك ليون | أنظر       | قائمة ملوك قشتالة (1516-1252) | قائمة ملوك قشتالة (1516-1252) | قائمة ملوك قشتالة (1516-1252)                                                                                    | قائمة ملوك قشتالة (1516-1252)                              | قائمة ملوك قشتالة (1516-1252) |